# Acém
|  |

| Animal (kg) | Arroba (@) | Média (kg) |
| 160         | 10         | 9,45       |
| 190         | 12         | 11,22      |
| 220         | 14         | 12,99      |
| 250         | 16         | 14,76      |

O Acém é um tipo de corte da carne bovina.
Segundo o dicionário Aurélio, é a carne do lombo do boi.
Está localizado na parte dianteira(pescoço) do animal e representa 31,92 % do total. É o maior e mais macio corte do dianteiro do animal.

## Informação nutricional
|                    |             |     |
| Valor calórico     | 108,26 kcal | 4%  |
| Carboidratos       | 0,09 g      | 0%  |
| Proteínas          | 22,12 g     | 44% |
| Gorduras totais    | 2,15 g      | 3%  |
| Gorduras saturadas | 0,60 g      | 2%  |
| Colesterol         | 55,35 mg    | 22% |
| Fibras             | 0 g         | 0%  |
| Cálcio             | 11,83 mg    | 1%  |
| Ferro              | 1,69 mg     | 12% |
| Sódio              | 84,52 mg    | 4%  |

Obs.: Valores diários em referência com base em uma dieta de 2.500 calorias por porção de 100 g com referência para animais do Brasil.